# Башкирський (Самарська область)
Башкирський (рос. Башкирский) — залізничний роз'їзд в Безенчуцькому районі Самарської області Російської Федерації.
Населення становить 30 осіб. Входить до складу муніципального утворення сільське поселення Василівка.

## Історія
Населений пункт розташований у межах українського етнічного та культурного краю Жовтий Клин.
Від 2005 року входило до складу муніципального утворення сільське поселення Василівка.

## Населення
1. Н/Д[2]